# Schehechejanu
Der Segen (Bracha) Schehechejanu (hebräisch שהחינו „der uns das Leben gegeben hat“) ist ein jüdisches Gebet, das zu besonderen Anlässen gesprochen wird. Der Segen stammt aus dem Talmud, was darauf hinweist, dass er seit über 1500 Jahren rezitiert wird.
| Deutsch | Transliteration                                                                                | Hebräisch                                                    |
| --- | ---------------------------------------------------------------------------------------------- | ------------------------------------------------------------ |
| Gepriesen seist Du, Ewiger, unser Gott, König der Welt, der Du uns hast leben lassen, uns erhalten hast und uns hast diese Zeit erreichen lassen. | Baruch atah Adonaj, Elohejnu Melech HaOlam, schehechejanu, wekijmanu wehigianu la’seman haseh. | בָּרוּךְ אַתָּה יְיָ אֱלֹהֵינוּ מֶלֶךְ הַעוֹלָם שֶׁהֶחֱיָנוּ וְקִיְּמָנוּ וְהִגִּיעָנוּ לַזְּמַן הַזֶּה׃ |

Der Segen wird bei folgenden Anlässen gesprochen:
- Im Allgemeinen, wenn man etwas tut oder erlebt, was selten vorkommt und woraus man Vergnügen oder Nutzen zieht.
- Zu Beginn eines Feiertags, einschließlich Pessach, Schawuot, Rosch ha-Schana, Jom Kippur, Sukkot, Simchat Tora und Chanukka.
- Bei der Ausführung bestimmter Mitzwot (Gebote), beispielsweise dem Platznehmen in einer Sukka, dem Essen von Matze am Pessach-Seder, dem Lesen der Megilla oder dem Anzünden der ersten Kerze an Chanukka.
- Bei dem erstmaligen Essen einer frischen Frucht seit Rosch ha-Schana.
- Beim Wiedersehen eines Freundes, den man seit dreißig Tagen nicht mehr gesehen hat.
- Beim Erwerb eines neuen Hauses oder anderer bedeutender Besitztümer.
- Bei der Geburt eines Kindes.
- Bei einer Pidjon ha-Ben-Zeremonie.
- Während des rituellen Eintauchens in eine Mikwe,  bei einem Übertritt zum Judentum.
- Bei einer Ankunft in Israel.

Jedoch wird der Segen nicht an einem Trauertag gesprochen, wie Tischa beAv, während des Omer-Zählens oder bei der Beschneidung.

## Frank-Walter Steinmeier
Als erstes deutsches Staatsoberhaupt hat Bundespräsident Frank-Walter Steinmeier in Yad Vashem bei der zentralen Gedenkveranstaltung zum 5. World Holocaust Forum am 23. Januar 2020 in Jerusalem gesprochen. Er begann seine Rede auf Hebräisch mit dem Segensspruch Schehechejanu: Gepriesen sei der Herr, […] dass er mich heute hier sein lässt.